# Глорија Естефан
Глорија Естефан (енгл. Gloria Estefan; Хавана, 1. септембар 1957) је кубанско-америчка певачица, глумица и текстописац. Названа је краљицом латино попа и налази се међу 100 најуспешнијих музичара са преко 90.000.000 продатих албума. Освојила је укупно седам Греми награда.

## Каријера
Средином осамдесетих година Глорија је била чланица групе Miami Sound Machine. Године 1984. група издаје први албум Eyes Of Innocence. Велики успех постижу 1985. када издају албум Primitive Love. Три песме са тог албума биле су на Билборд хот 100 топ-листи. Следећи албум, Let It Loose из 1987. у САД је продат у 6.000.000 примерака и имао је пет хитова на Билборд хот 100 топ-листи, а песма Anything for You била је на првом месту и у Холандији је 22 недеље на топ-листама била на првој позицији. Следеће године група мења име у Gloria Estefan and Miami Sound Machine. Глорија Естефан почиње самосталну каријеру.
Крајем 1989. године издаје албум Cuts Both Ways који је постигао велики успех. Током турнеје, дана 20. марта 1990. године, Глорија је доживела аутобуску несрећу због пребрзе вожње возача, у којој је повредила кичму. Десет месеци након несреће се потпуно опоравила и наставила велику међународну турнеју.
Године 1991. издаје албум Into The Light. У јануару исте године први пут изводи песму Coming Out of the Dark. Песма је била на првом месту на топ-листи у САД. Глорија је 1991. и 1992. године одржала велику турнеју Into The Light World Tour, где је обишла пет држава, 100 градова, а на њеним концертима је према проценама било преко 10.000.000 људи. Следеће, 1992. године издаје компилацију The Greatest Hits.
Затим 1993. године објављује Mi Tierra, први албум на шпанском језику. Албум је у многим државама имао платинасти тираж и добија Греми. Сарађује са Френком Синатром на албуму Duets у песми Come Rain or Come Shine.
Turn the Beat Around је први сингл и обрада диско песме из 1976. године коју је певала Вики Су Робинсон. Песма је постала велики хит, а коришћена је у филму Специјалиста.
Године 1995. издаје други албум на шпанском језику Abriendo Puertas који је као и сви њени албуми имао доста успеха.
Следеће године Глорија издаје албум Destiny. Наступа на затварању Олимпијских игара у Атланти са песмама Reach и You'll Be Mine (Party Time) пред око 2 милијарде људи широм света. У јулу те године почиње прву турнеју након пет година.
Дана 2. јуна 1998. године издала је албум латиноамеричких ритмова gloria! који је снажно утицао на диско музику. То је био уједно и њен први албум који није имао платинасти тираж, али је био успешан.
Глоријин следећи албум Alma Caribeña достигао је прво место у Шпанији, САД и неколико јужноамеричких земаља. Године 2001. објављен је други компилацијски албум Greatest Hits Volume II који је садржао хитове од 1993. до 2000. и три нове песме. Песма You Can't Walk Away from Love појавила се у филму Први грех.
Након дуго времена Естефан 2003. издаје албум на енглеском језику, Unwrapped. Песма Hoy је у Аргентини пет недеља била на првој позицији на топ-листама.
Године 2005. је издата песма Drop The Pressure, која је била микс две песме, Drop The Pressure, шкотског музичара Мила и песме Dr. Beat, Miami Sound Machine. Песма је била на првом месту у Аустралији, а на трећем у Уједињеном Краљевству.
Годину дана касније издата је компилација од два ЦД-а The Essential Gloria Estefan, на којој су били највећи хитови од 1984. до 2003. године. Исте године Глорија је издала две компилације за друга тржишта. Албум Miss Little Havana је објавила 2011. године и на њему се налази једанаест песама.

## Филмска каријера
Глорија Естефан се појавила у два филма, Music of the Heart (1999) и For Love or Country: The Arturo Sandoval Story (2000). Осим тога је наступала у бројним телевизијским емисијама.
Поред филма, Естефан је написала и две дечје књиге, The Magically Mysterious Adventures of Noelle the Bulldog (2005) и Noelle's Treasure Tale (2006), од којих је потоња била на трећем месту дечјих бестселера према Њујорк тајмсу.

## Приватни живот
Године 1978. Глорија се удаје за Емилија Естефана. Имају двоје деце, сина Наиба (рођен 2. септембра 1980) и кћерку Емили Мари (рођена 5. децембра 1994). Породица живи на Флориди, на ексклузивном острву Стар Ајланд у Мајами Бичу. Дана 21. јуна 2012. године, рођен је први Глоријин унук, Саша Аргенто Естефан Копола.

## Дискографија

### Албуми
- 1984. Eyes of Innocence
- 1985. Primitive Love
- 1987. Let It Loose / Anything for You
- 1989. Cuts Both Ways
- 1991. Into The Light
- 1993. Mi Tierra
- 1994. Hold Me Thrill Me Kiss Me
- 1995. Abriendo Puertas
- 1996. Destiny
- 1998. gloria!
- 2000. Alma Caribeña
- 2003. Unwrapped
- 2007. 90 Millas
- 2011. Miss Little Havana

## Филмографија
- 1999	Music of the Heart
- 2000	Little Angelita
- 2000 For Love or Country: The Arturo Sandoval Story
- 2003	Famous: The Making of Unwrapped
- 2007	90 Millas Documentary
- 2007	Your Mommy Kills Animals
- 2008	Marley & Me
- 2009	G-Force
- 2010	Recording: The History Of Recorded Music